# Tilff
Tilff (en wallon Tif) est une section de la commune belge d’Esneux située en Région wallonne dans la province de Liège.
C’était une commune à part entière avant la fusion des communes de 1977.

## Géographie
Le village se situe à une dizaine de kilomètres au sud de Liège dans la vallée de l’Ourthe à la limite nord du Condroz et plus précisément dans la sous-région de l'Ardenne condrusienne ainsi qu'au nord-ouest de la Calestienne. La rivière le traverse du sud au nord. Le point le plus bas est le fond de la vallée (70 m à Sainval).
Son sol est en grande partie karstique. Plusieurs chantoires peuvent être observés, notamment dans le bois des Manants, où ruisselle « Li Tchawresse », ruisseau de 3,5 km qui termine sa course dans un chantoire et ressurgit plusieurs kilomètres en aval avant d’aller se jeter dans l'Ourthe. Le vallon est classé « site naturel protégé ». La colline est creusée de multiples grottes et cavernes, de tailles variables (grotte Sainte-Anne, trou des Nutons, trou des Manants).
Les hauteurs de Tilff forment, sur la rive droite, le hameau de Tilff-Cortil (du wallon « Corti », le jardin) et sur la rive gauche, le hameau de Sur-le-Mont, qui jouxte le campus de l'Université de Liège au Sart-Tilman.

## Démographie
- Sources : INS, Rem. : 1831 jusqu'en 1970 = recensements, 1976 = nombre d'habitants au 31 décembre.

## Histoire
La première désignation écrite connue est « Tilves » et date de 1235 ; elle est contenue dans une Charte du 14 mai donnée à Pérouse par le Pape Grégoire IX. En latin populaire, tilves signifie un lieu planté de tilleuls, le mot étant composé de til, le tilleul, et de wez ou vez, l’arbre.
L'occupation humaine de la région est très ancienne et, dès la préhistoire, la caverne dite trou des Nutons est utilisée comme habitat à l'époque magdalénienne.
La fondation du village serait l'œuvre de Cedros, roi légendaire des Tongres. Partie de l'Éburonie, la région fut occupée par les Romains. Des céramiques en terre sigillée ont été découvertes au lieu-dit Au Plope et un trésor de trois cents pièces, Sur Cortil.
La localité passera sous la domination des rois francs puis sera englobée dans la Principauté de Liège dont Tilff subit alors toutes les vicissitudes. Après 1700, une accalmie qui se prolonge sous la domination française et le Royaume de Belgique, procure à Tilff une vie plus paisible.
Au XIXe siècle, Tilff devint une localité industrielle (laminoir de zinc de la Société des Mines et Fonderies de Zinc de la Vieille-Montagne) en même temps qu'un lieu de villégiature très fréquenté. Ces nouvelles activités entraînèrent une transformation profonde de la localité et un accroissement marqué de sa population.
En 1837, le propriétaire de « l'Hôtel Du Canal de l'Ourthe », futur « Hôtel du Casino », organisa un service de voyageurs, plus ou moins régulier, au moyen d’une barque couverte, entre Liège et Tilff, le dimanche et en semaine à la demande. Le trajet de Tilff à Liège durait deux heures et le retour trois heures.
Le 16 septembre 1989, une prise d'otage a lieu dans une villa de l'avenue des Ardennes. Cet épisode est connu sous le nom de Prise d'otage de Tilff.
Tilff a fusionné en 1976 avec Esneux pour former la commune d'Esneux.
Le patron de Tilff est saint Léger dont l’église paroissiale honore le nom.

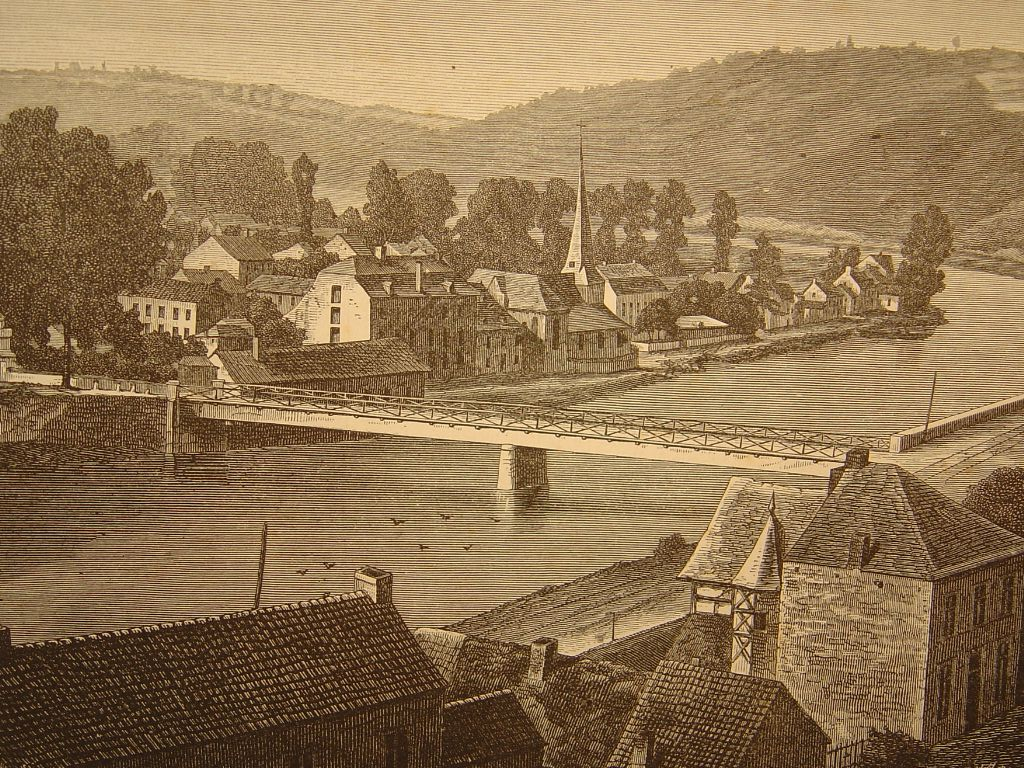
Tilff au XIXe siècle.
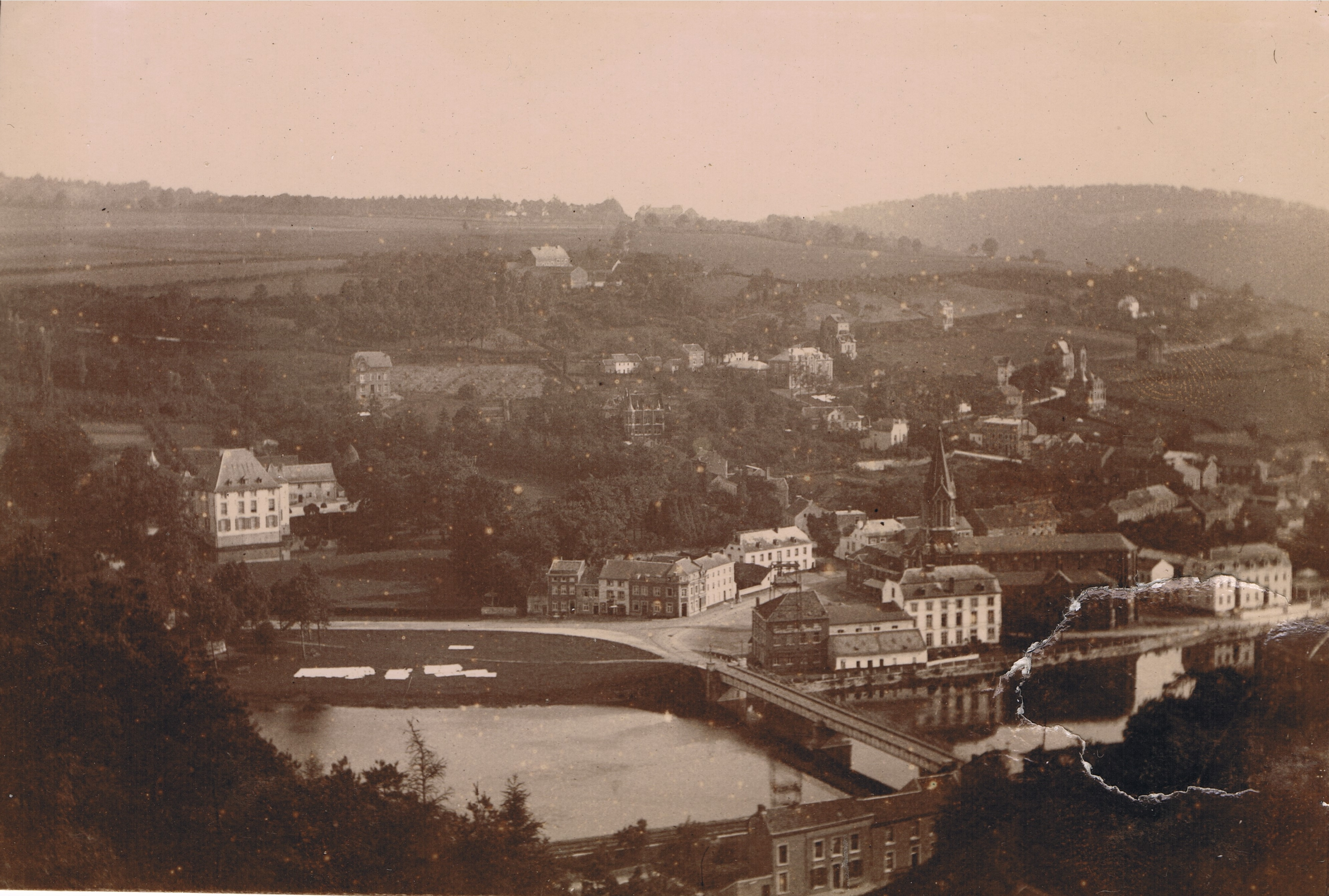
Tilff, au début du XXe siècle.

### Actualités

#### Pont de Tilff
En 2001, le Ministère de l'Équipement et des Transports relève le mauvais état et la dangerosité de l'unique pont qui permet de traverser l’Ourthe ; s'ensuivra un vif débat concernant le remplacement ou la réhabilitation du pont.
Depuis 2005, le tablier de l’ancien pont (en béton précontraint) est surmonté d’un pont Bailey — structure métallique provisoire — pour assurer la sécurité du trafic en attendant la décision sur les travaux à entreprendre.
En 2007, le tablier du pont se dégradant de manière significative, il a été décidé d’enlever ce tablier et de remettre le pont provisoire sur les piles du pont.
Un collectif a été créé pour « rassembler des citoyens de tous bords désireux de mener une réflexion sur le remplacement du pont de Tilff et la mobilité ».
En 2010, un tablier métallique remplace le tablier de bois mais aucune solution définitive n'a encore été choisie pour le pont de Tilff. Début 2011, le nouveau ministre wallon des Travaux Publics, Carlo Di Antonio déclare que le remplacement du pont provisoire de Tilff, dont la location et l'entretien coûtent 30 000 €/an, n’est pas une priorité, comparé à celui d’Esneux, dont les crédits nécessaires à la réfection sont inscrits au budget 2012.
Le chantier du nouveau pont est lancé en juin 2018.

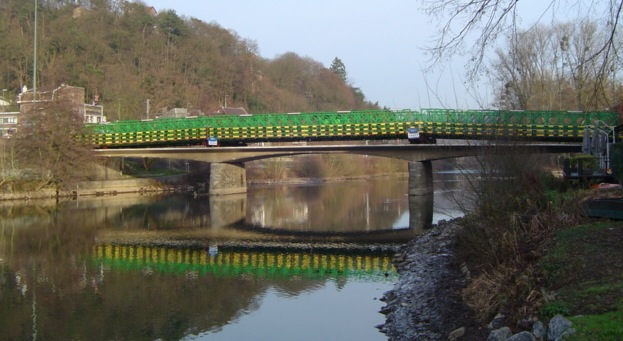
10 janvier 2006.
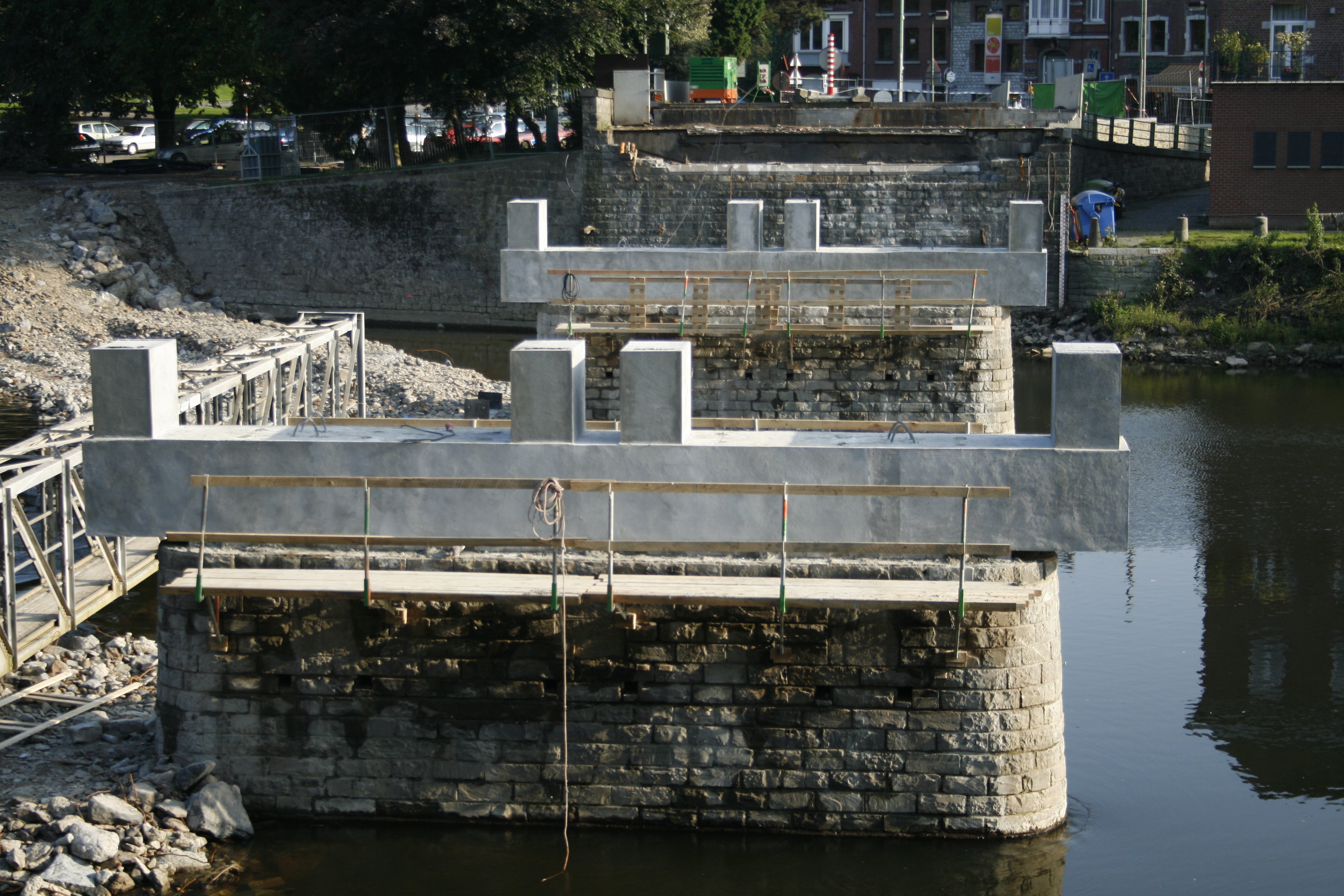
13 septembre 2007.

Fin novembre 2019, est annoncée la faillite d'une société espagnole, sous-traitant de l'entreprise Galère responsable de la construction du pont, qui devait fournir les éléments métalliques du pont, entraînant de nouveaux retards. Finalement, après une saga d'une vingtaine d'années, le nouveau pont entre en service le 10 juin 2021.

#### Inondations

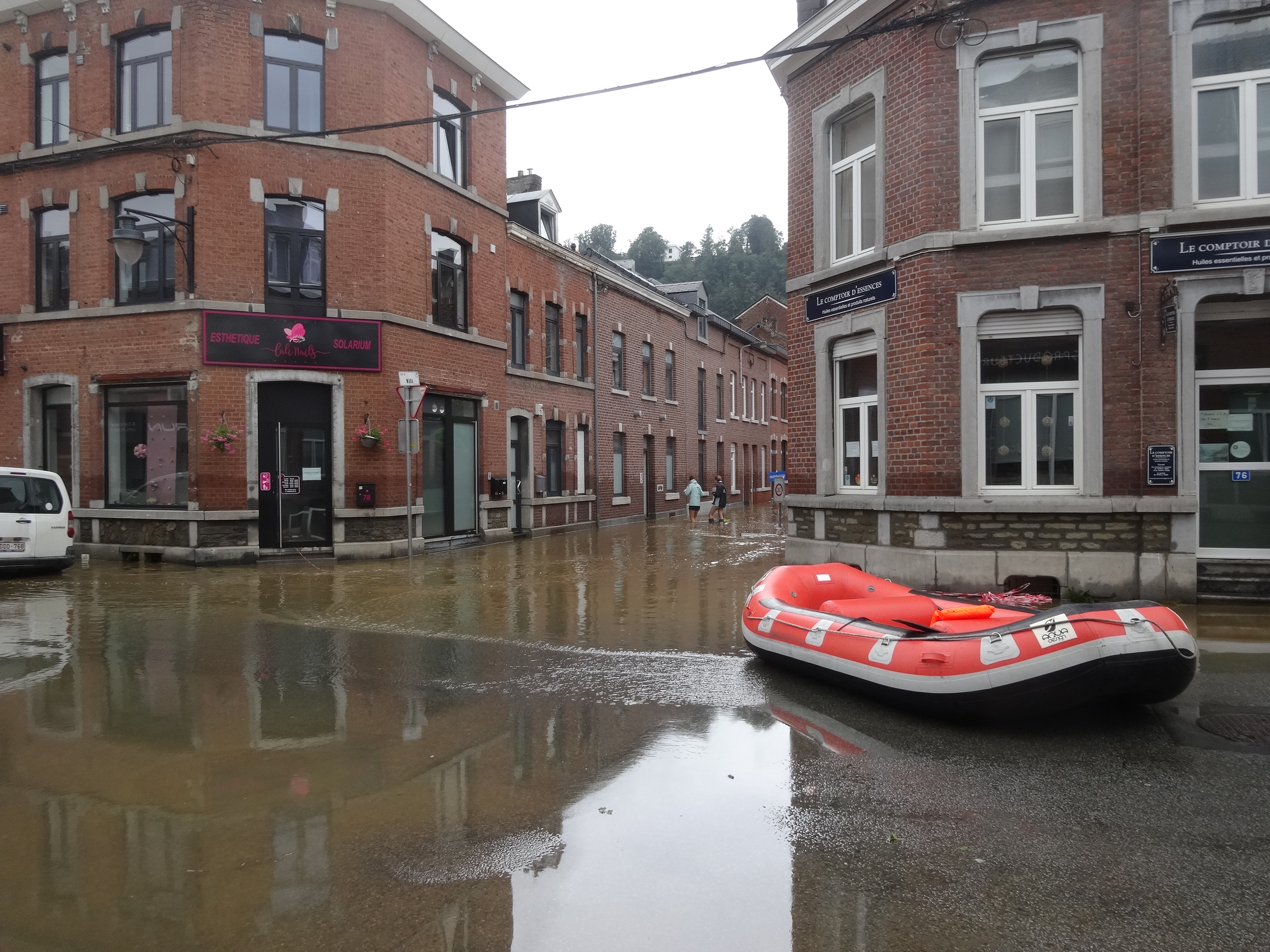
Inondations à Tilff le 16 juillet 2021 ; le niveau atteint par l'eau la veille est visible sur les façades.

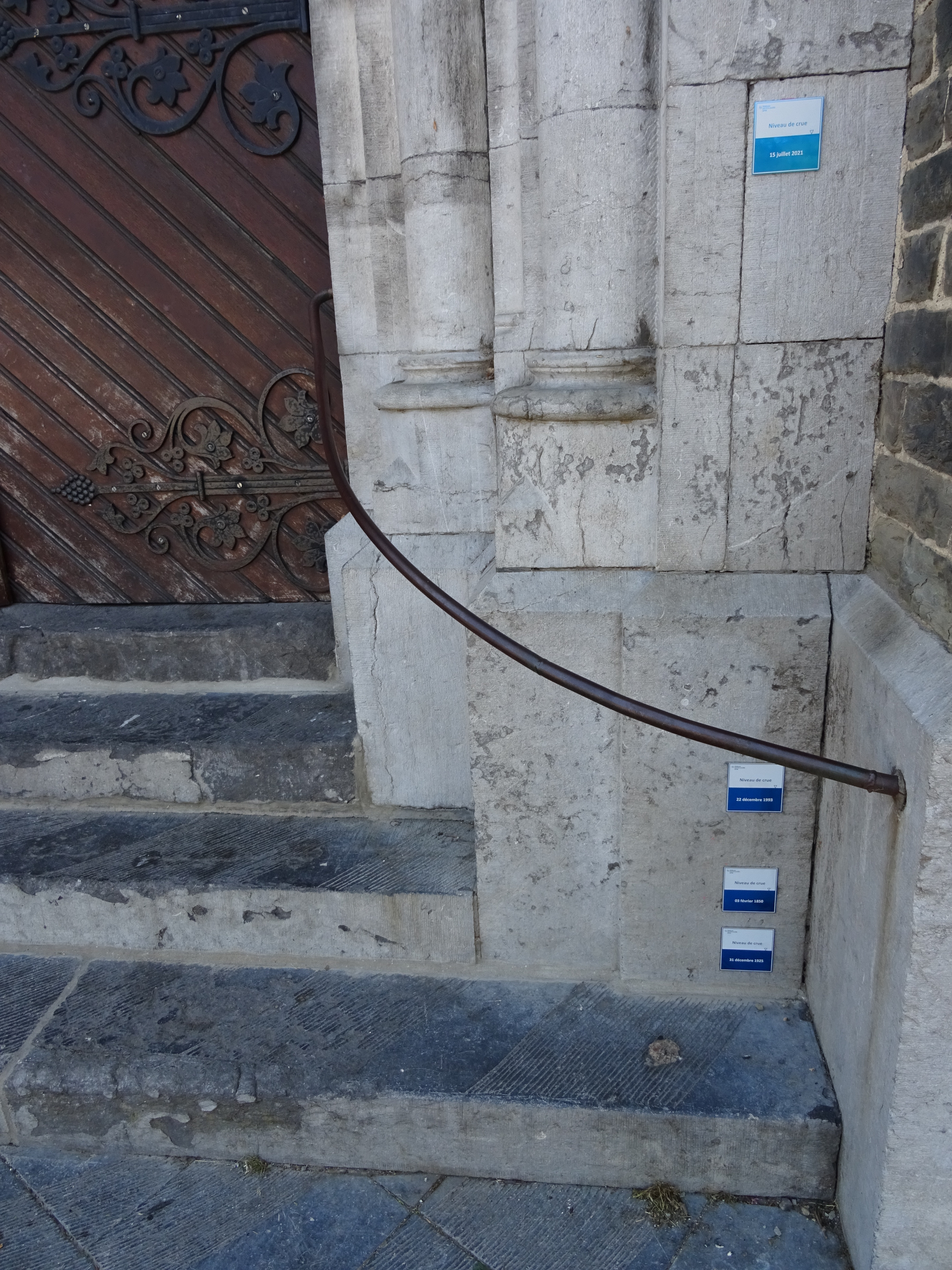
Repères de crues au seuil de l'église Saint-Léger.

Les crues de l'Ourthe, notamment en cas de fonte des neiges, provoquent des inondations sur tout le territoire de la Commune d'Esneux. Celles de décembre 1925 furent catastrophiques. Jusqu'en 1980, la Commune a paru épargnée. Mais depuis lors, la répétition des inondations en décembre des années 1991, 1993 et 1994 mit en place une "Commission Inondations Esneux-Tilff" présidée par le Bourgmestre et composée de représentants locaux des zones habituellement sinistrées,.
Le 29 mai 2008, le sud-est de la région liégeoise (Esneux, Sart-Tilman, Seraing, Ougrée…) a fait l’objet de pluies torrentielles d’une rare importance. Des torrents de boue se formèrent et causèrent de nombreux dégâts et inondations, ce qui obligea l’armée à intervenir,,. Cette catastrophe est cependant indépendante des inondations récurrentes de Tilff.
Le 15 juillet 2021, le village a fortement été touché lors des inondations de juillet 2021 en Belgique.

## Liste des bourgmestres de 1830 à 1977
- Alphonse Neef, de 1835 à 1843 et de 1850 à 1859, (Parti Libéral).

## Patrimoine et culture

### Patrimoine architectural et sites

#### Bâtiments remarquables
- Le château de Sainval se dresse au bord de l’Ourthe. Ses caves servirent jadis de glacière de « type ordinaire sous tertre ». L’accès se fait par un long couloir coudé en briques situé au Nord ; il porte les traces d’anciennes portes. La cuve en forme de tronc de cône est également en briques et se termine par un puisard qui permet l’écoulement des eaux de fonte. Les vestiges d’un ancien système de poulies pour remonter la glace découpée sont encore en place. La glace prélevée sur les plans d’eau avoisinants était entreposée dans la glacière selon des principes stricts et se conservait ainsi tout l’été. Le château de Sainval a été occupé par la secte Écoovie[14].
- L’ancienne dépendance Brunsode, improprement appelée « Château Brunsode », de style Renaissance liégeoise est flanquée de deux tours de style Louis XVIII. Les façades, les toitures et le parc sont classés depuis 1972.
- Le Musée de l'Abeille, installé dans l’ancienne grange de la ferme du château Brunsode.
- L'Auberge de Jeunesse, située dans le cadre d’une ferme-château du XVIIIe siècle.
- L'église Saint-Léger du XIXe siècle (architecte Jean-Lambert Blandot) : parcelle de la croix de Godefroy de Bouillon remise en 1100 à un Seigneur local.
- La maison Peret, avenue Laboulle, 67, bel immeuble de style Art nouveau avec céramique sur le thème du lever du jour.
- L'Amirauté.
- Écluses et maison d’éclusier.
- La chapelle Sainte-Anne dont l’autel date de 1625.
- La grotte Saint-Anne.
- Le château (devenu l'Abbaye Notre-Dame de Brialmont) et la ferme de Brialmont.
- Le « monument Donnay », mémorial érigé en l'honneur du peintre Auguste Donnay à proximité du « Chêne du Supplice ». Point de vue.
- Plusieurs maisons particulières dessinées par Charles Dumont, notamment la maison Marcourt.

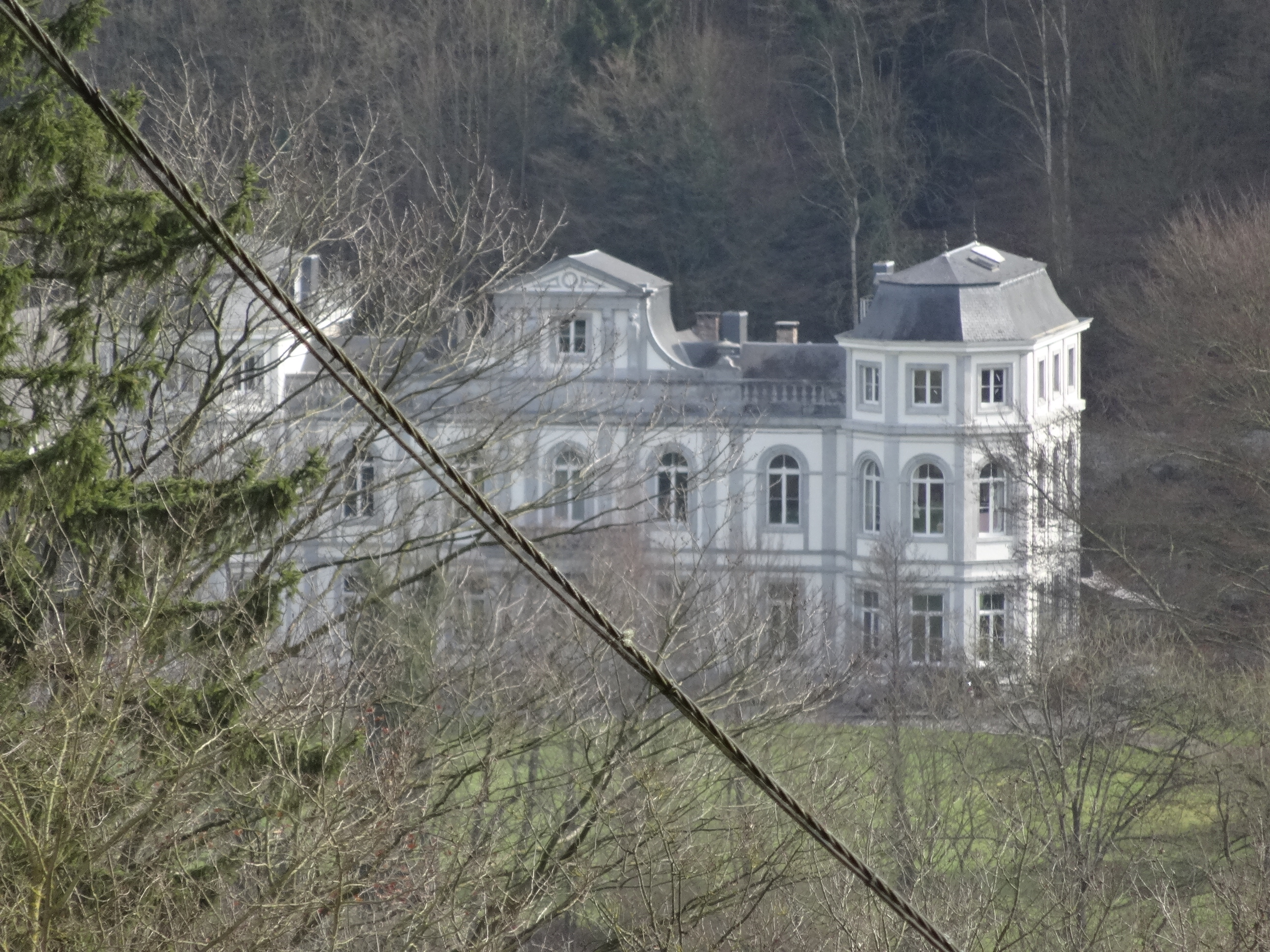
Le château de Sainval.
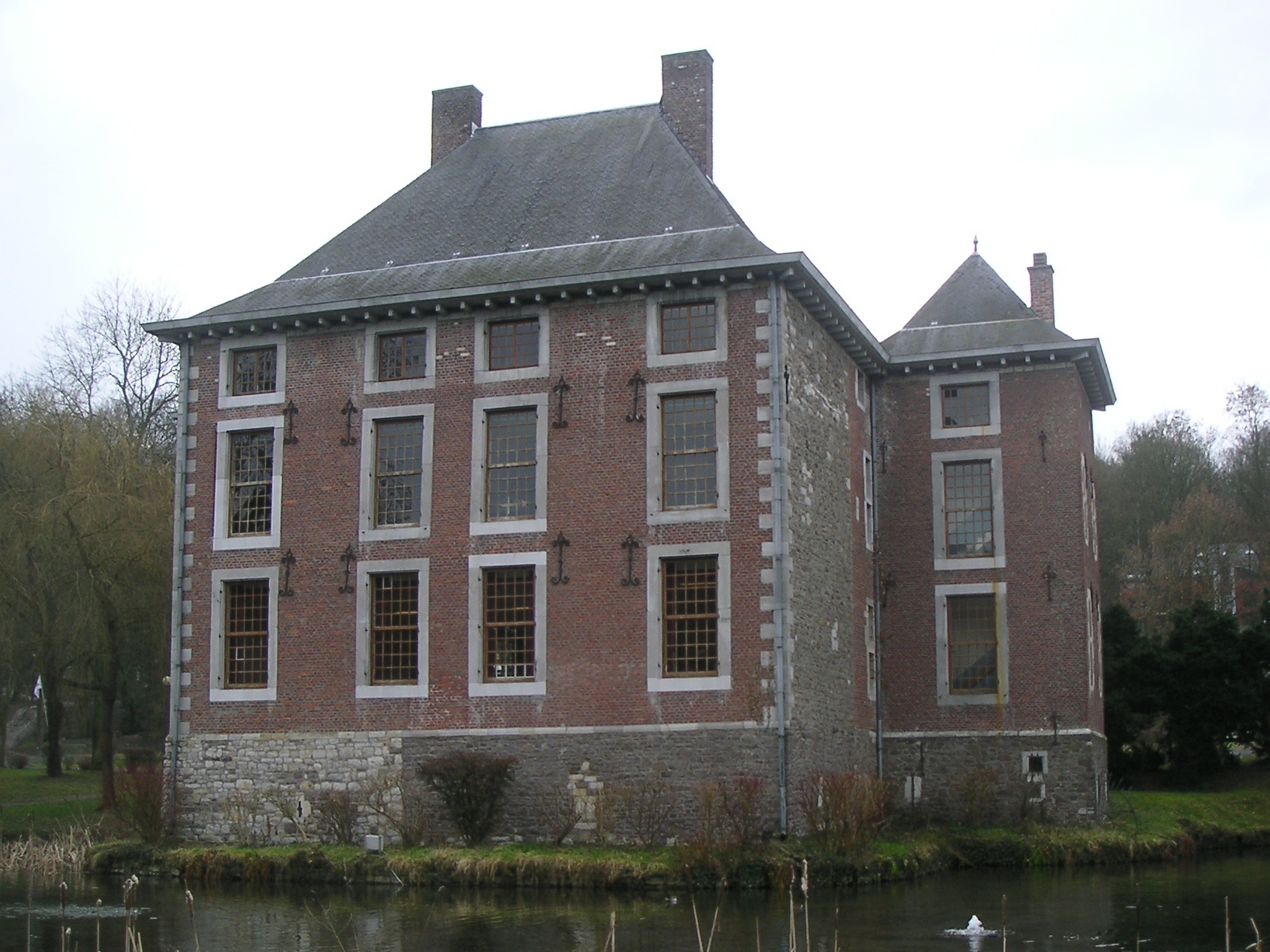
Le Château Brunsode.

##### Sites remarquables
- Le ruisseau de la Chawresse prend sa source dans une pâture du quartier « Aux Oies » à Beaufays (commune de Chaudfontaine), il sillonne le bois de Tilff, le bois des Manants pour dégringoler en louvoyant le sauvage et pittoresque vallon du même nom, pour finalement se jeter dans l’Ourthe entre Tilff et Méry, après un parcours d'environ 5 km. À hauteur du Poudingue de la Chawresse et du Trou des Nutons, le ravin est fortement encaissé, le méandre forme une série de jolies cascades (cascades de la Chawresse). Ce vallon est extrêmement riche en phénomènes karstiques et archéologiques. On y dénombre de nombreuses cavités et notamment, le gouffre de la Roche Perdue, la grotte Véronika, la grotte de Brialmont, l’abîme de la Chawresse et ses nombreux réseaux (l'un des plus vastes systèmes souterrains de Wallonie, environ 5 500 m), le Trou des Procès, le Trou des Manants, la grotte du Baron et le Trou des Nutons.
- La grotte et les rochers Sainte-Anne, haut lieu de la spéléologie et de l’escalade en Wallonie.

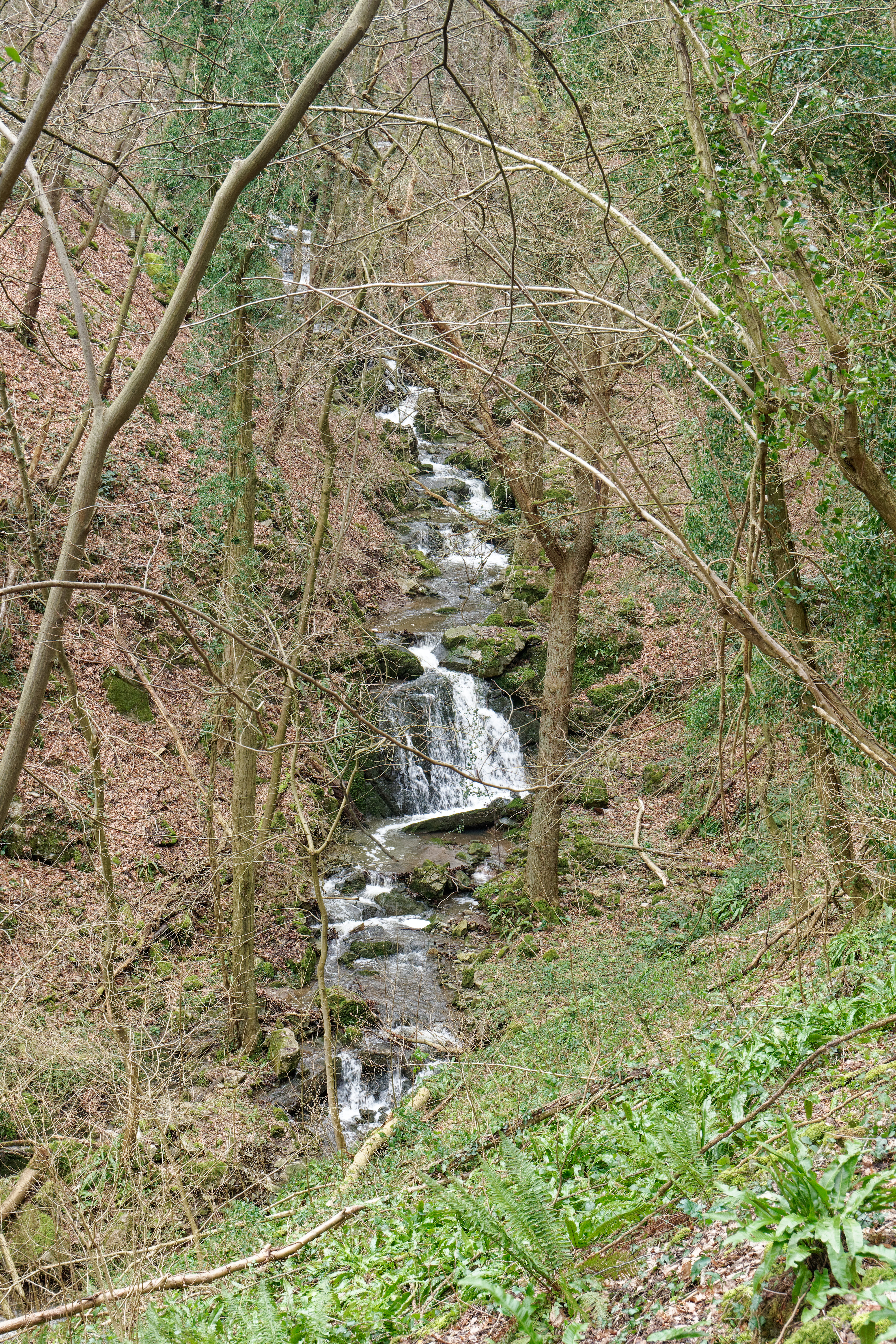
La Chawresse à Tilff.
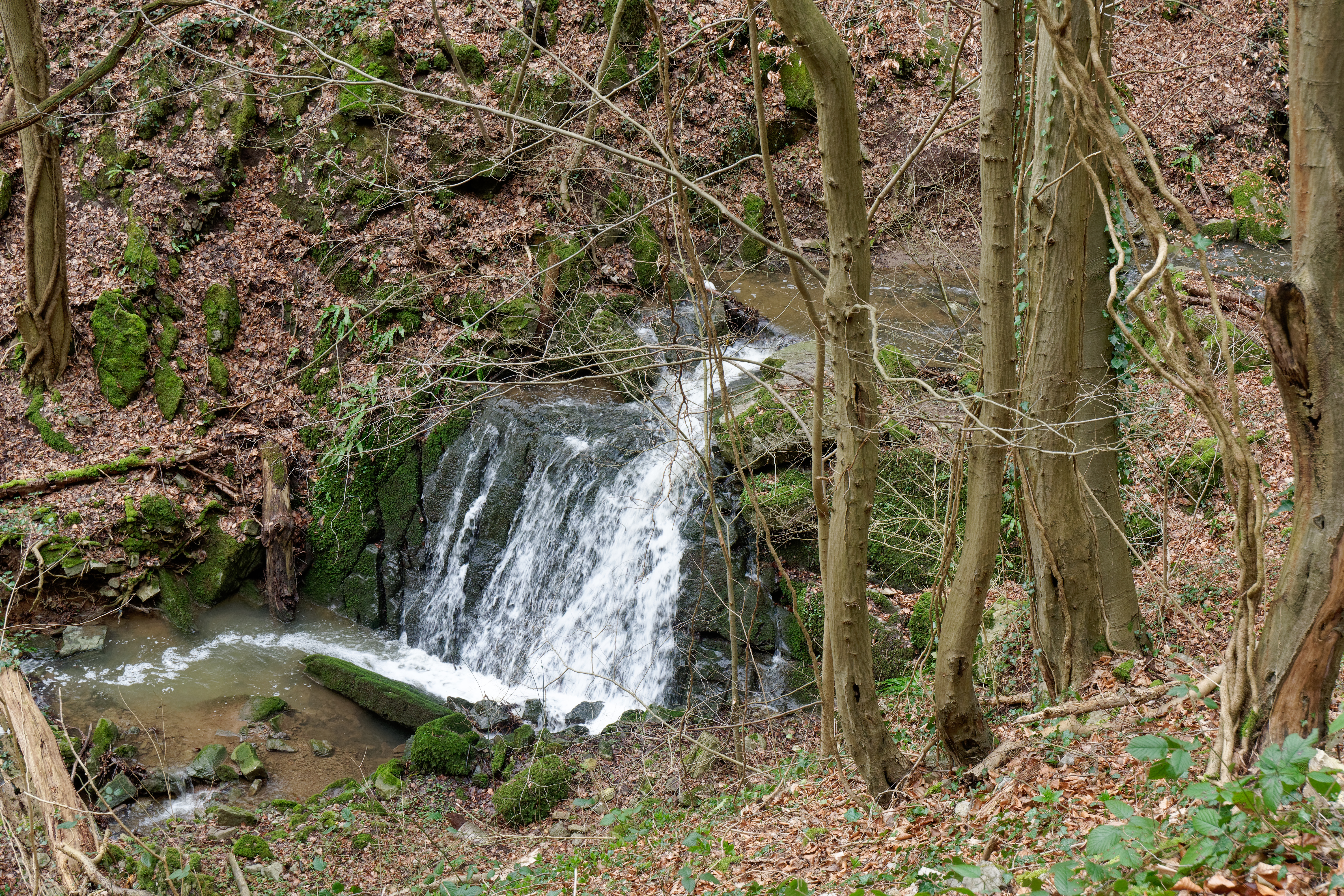
Une cascade de la Chawresse à Tilff.
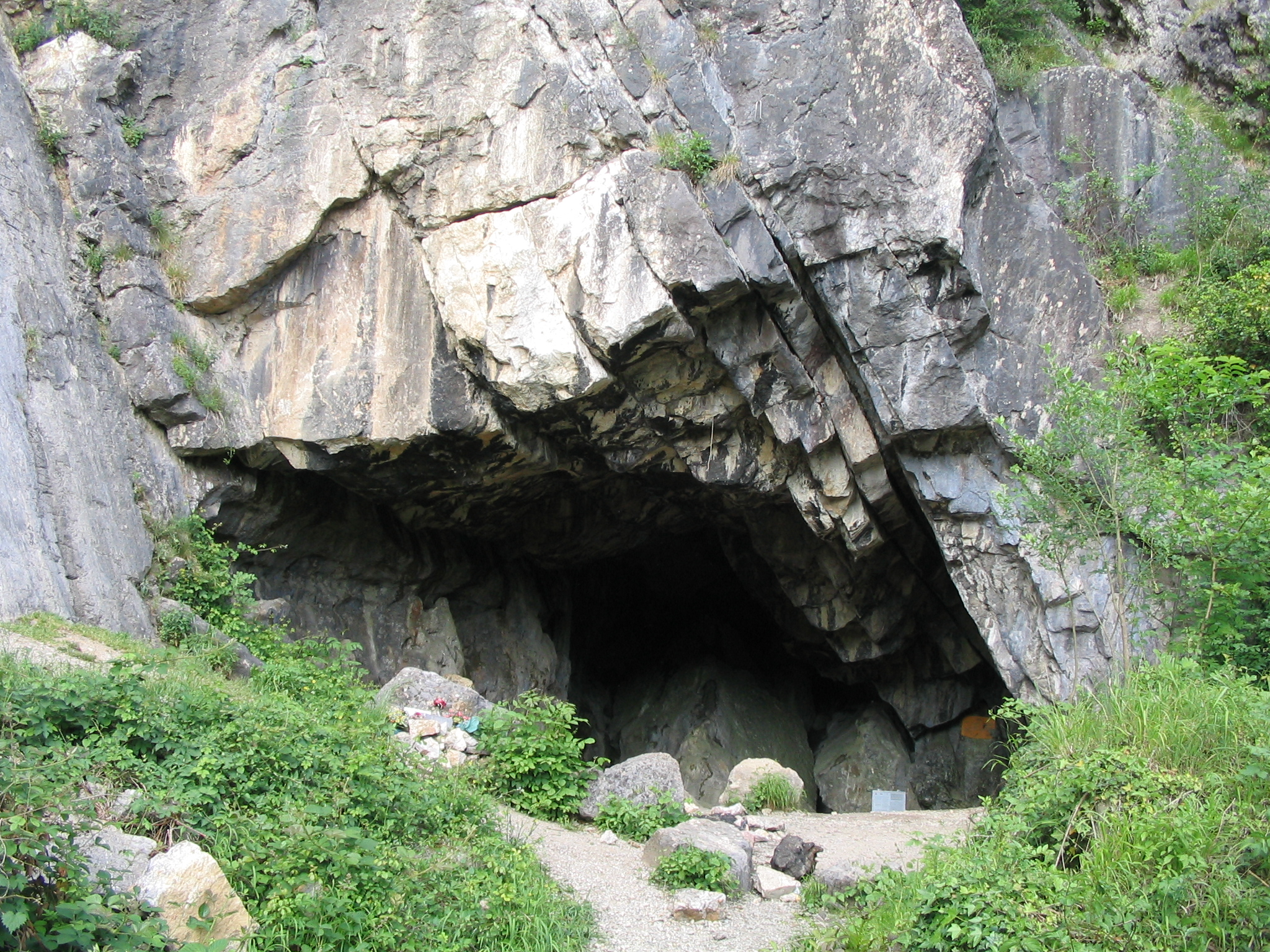
Porche d’entrée de la grotte Sainte-Anne.

### Culture
- Carnaval de Tilff et ses Porais lors du Laetare (4e dimanche du Carême).
- Festivités du mois d'août : brocante, animations, concerts, activités éducatives…

#### Culture populaire
Tilff est le lieu principal d’une enquête des personnages de la bande dessinée Tif et Tondu, Les Vieilles Dames aux cent maisons scénarisée par Denis Lapière et illustrée par Alain Sikorski.

## Économie

### Transports
- Autoroute E25 (appelée aussi A26), sortie 41.
- Chemin de fer, ligne 43 (Liège-Guillemins - Jemelle), gare de Tilff[16].
- Ligne de bus TEC 377 (Liège - Comblain-au-Pont)[17].
- Ligne de bus TEC 28 (Fléron - Sart-Tilman)[18],[19].

## Sports et vie associative

### Sports
- Course cyclotouriste Tilff-Bastogne-Tilff de renommée internationale organisée notamment par le Vélo Club Tilffois le dimanche de la Pentecôte[20].
- Raid Kayak Aventure[21] : challenge sportif de la mi-septembre, suivi d'une soirée festive.
- Le Royal Sporting Club Tilffois, club de football.

## Personnalités liées à Tilff
- Joseph Osterrath (1845-1898), maître-verrier.
- Walthère Spring (1848-1911), chimiste, professeur à l'université de Liège, mort à Tilff[22].
- Julien Vosch (1885-1935), maître-verrier.
- Marcel Dubuisson (1903-1974), zoologiste, recteur de l'université de Liège.
- Marcel De Corte (1905-1994), philosophe, professeur à l'université de Liège.
- Renée Brock (1912-1980), femme de lettres belge.
- Jean Cleinge (1919-2002), cinéaste spécialisé dans le film sur l'art.
- Jean-Pierre Ransonnet (1944), peintre.
- Été 67, groupe rock, et son chanteur Nicolas Michaux.